# لهستان هنوز از دست نرفته است
لهستان هنوز از دست نرفته است (به لهستانی: Mazurek Dąbrowskiego) سرود ملی لهستان است.

## ترجمه فارسی سرود ملی لهستان
لهستان هنوز نمرده است
تا زمانی که زنده‌ایم
آنگاه که بیگانه تصرفش کند
با شمشیر آن را پس می‌گیریم
به پیش، به پیش، دومبروفسکی
از زمین‌های ایتالیا به لهستان
تحت فرماندهی تو
باید به ملت بپیوندیم
از رود ویستولا و وارتا خواهیم گذشت
ما باید لهستانی باشیم
ناپلئون به ما یاد داد
چه طور بر دشمنان چیره شویم
به پیش، به پیش
چونان تشارنیسکی که به پوزنان رفت
بعد از اشغال سوئد
از دریاها خواهیم گذشت
برای پس گرفتن زمین‌هایمان
به پیش، به پیش
پدری در اشک‌هایش غرق شده
با چشمانی سرخ از شرم می‌گوید
گوش بدهید، گوش بدهید
درام‌ها را بنوازید